# Калвинизам
Калвинизам је теолошки систем и приступ хришћанском животу који наглашава владавину Бога над свим стварима. Ова варијанта протестантизма је названа по француском реформатору Жану Калвину. Калвин је научавао апсолутну предестинацију по којој су једни предодређени за блаженство други за проклетство. Заједно с Мартином Лутером учио је да само вера спасава (sola fide) и није признавао црквену традицију као извор вере, него само свето Писмо (sola scriptura). Признавао је само две свете тајне (крштење и причешће), тврдећи да Исус у евхаристији није реално него само духовно присутан. Калвин је своје идеје покушао да оствари уводећи у Женеви верску диктатуру.
Калвинисти су се отргли од римокатоличке цркве у 16. веку. Калвинисти се разликују од лутерана (још једне главне гране реформације) по питању стварног присуства Христа у евхаристији, теоријама богослужења, сврси и значењу крштења и примени Божјег закона за вернике, између осталог. Термин калвинизам може бити вишезначан, јер је верска традиција коју он означава увек била разнолика, са широким спектром утицаја, а не са једним оснивачем; међутим, готово сви они су црпели много тога из списа Августина Хипонског написаних пар стотина година раније. У контексту реформације, Улрих Цвингли је започео реформисану традицију 1519. године у граду Цириху. Његови следбеници су одмах означени као цвинглани, у складу са католичком праксом именовања јереси по њеном оснивачу. Врло брзо, Цвинглију су се придружили Мартин Буцер, Волфганг Капитон, Гијом Фарел, Јохан Еколампадије и други ранореформаторски мислиоци.
Особа по којој је покрет назван, француски реформатор Жан Калвин, одрекао се римокатоличанства и прихватио протестантске погледе крајем 1520-их или почетком 1530-их, надограђујући почетне ставове Улриха Цвинглија и обликујући их у каснију реформаторску традицију. Покрет је први пут назван калвинизам по Жану Калвину током раних 1550-их од стране лутерана који су му се успротивили. Многи унутар ове традиције сматрају да је то недовољно описан или неприкладан термин, и преферирали би да се уместо тога користи реч реформини. Међу најзначајније реформисане теологе спадају Калвин, Цвингли, Мартин Буцер, Гијом Фарел, Хајнрих Булингер, Петар Мартир Вермиљи, Теодор Беза и Џон Нокс. У двадесетом веку су били утицајни Абрахам Кујпер, Херман Бавинк, Б. Б. Варфилд, Ј. Грешам Махен, Карл Барт, Мартин Лојд-Џонс, Корнелијус Ван Тил, Гордон Кларк, Р. К. Спрол и Џ. И. Пакер. Међу савременим реформаторским теолозима су обухваћени Џон Макартур, Тимоти Џ. Келер, Дејвид Велс и Мајкл Хортон.
Реформатску традицију у великој мери представљају континенталне реформисане, презбитеријанске, евангеличке англиканске, конгрегационалистичке и реформисане баптистичке породице. Неколико форми црквене политике врши група реформисаних цркава, укључујући презбитеријанске, конгрегационистичке и неке епископске. Највеће реформисано удружење је Светска заједница реформисаних цркава са више од 100 милиона чланова у 211 деноминација широм света. Постоје конзервативније реформисане федерације попут Светске реформисане стипендије и Међународне конференције реформисаних цркава, као и независне цркве. Данас учење о предодређењу представља једну од доминантних тема у калвинизму. 

## Историја
, објављеног 1536.]]
У први талас реформистичких теолога спадају Хулдрих Цвингли (1484–1531), Мартин Бусер (1491–1551), Волфганг Капито (1478–1541), Џон Еколампадијус (1482–1531) и Гијом Фарел (1489–1565). Иако су из различитих академских средина, њихов рад је већ садржао кључне теме унутар реформисане теологије, посебно приоритет Светог писма као извора ауторитета. Свето писмо се такође посматрало као јединствена целина, што је довело до заветне теологије о тајнама крштења и Господњој вечери као видљивим знацима завета благодати. Друга заједничка перспектива било је њихово порицање стварног присуства Христа у Евхаристији. Сваки је схватио да је спасење само по благодати и потврдио је доктрину безусловног избора, учење да су неки људи изабрани од Бога да буду спасени. Мартин Лутер и његов наследник Филип Меланчтон имали су значајан утицај на ове теологе, а у већој мери и на оне који су их следили. Доктрина оправдања само вером, такође позната као sola fide, била је директно наслеђе од Лутера.
У другој генерацији су били Џон Калвин (1509–1564), Хајнрих Булинџер (1504–1575), Волфганг Маскул (1497–1563), Петар Мученик Вермиљи (1500–1562), Андреас Хиперијус (1511–1564) и Џон Ласко (1499–1560). Написано између 1536. и 1539. године, Калвиново дело Институти хришћанске религије било је једно од најутицајнијих дела тог доба. Средином 16. века, ова веровања су се формирала једну доследну веру, која ће обликовати будућу дефиницију реформисане вере. Консензус Тигуринус из 1549. ујединио је Цвинглијеву и Булингерову меморијалистичку теологију Еухаристије, која је учила да је то једноставно подсетник на Христову смрт, са Калвиновим виђењем ње као средства милости са Христом који је заиста присутан, иако духовно, а не телесно, као у католичкој доктрини. Документ показује разноликост као и јединство ране реформисане теологије, дајући јој стабилност која јој је омогућила да се брзо шири широм Европе. Ово стоји у изразитој супротности са горком контроверзом коју су искусили лутерани пре Формуле сагласности из 1579. године.
Због Калвиновог мисионарског рада у Француској, његов програм реформи је на крају стигао до франкофонских провинција Холандије. Калвинизам је усвојен у бирачком телу Палатината под Фридрихом III, што је довело до формулације Хајделбершког катихизиса 1563. Ово и Белгијско исповедање усвојени су као конфесионални стандарди на првом синоду холандске реформисане цркве 1571. године.
Године 1573, Вилијам Тихи се придружио калвинистичкој цркви. Калвинизам је проглашен званичном религијом Краљевине Наваре од стране регантске краљице Хуане д'Албрет након њеног обраћења 1560. Водећи богослови, било калвинисти или они који су наклоњени калвинизму, настанили су се у Енглеској, укључујући Мартина Бусера, Петера Мартира и Џона Ласког, као и Џон Нокс у Шкотској.
Током Првог енглеског грађанског рата, енглески и шкотски презвитеријанци су произвели Вестминстерску исповест, која је постала конфесионални стандард за презбитеријанце у свету енглеског говорног подручја. Након што се успоставио у Европи, покрет је наставио да се шири на друга подручја укључујући Северну Америку, Јужну Африку и Кореју.
Док Калвин није доживео да се темељи његовог рада прерасту у међународни покрет, његова смрт је омогућила да се његове идеје прошире далеко изван њиховог родног града и њихових граница и да успоставе свој особени карактер.